# Swatch Internet Time

logo dello Swatch Internet Time

Lo Swatch Internet Time è un concetto introdotto nel 1998 e commercializzato dalla Swatch come un sistema decimale alternativo di misurazione del tempo. Uno degli obiettivi era quello di semplificare il modo in cui le persone delle diverse zone del mondo comunicano riguardo al tempo, principalmente eliminando tutti i fusi orari.

## Descrizione
Piuttosto che in ore e minuti il giorno di 24 ore viene diviso in 1000 parti chiamate ".beats", ciascuna della durata di 1 minuto e 26,4 secondi, pari alla durata del minuto decimale introdotto durante la rivoluzione francese. Non esistono fusi orari e viene usata la nuova scala del Biel Mean Time (BMT), basata sulla sede centrale dell'azienda a Bienne, in Svizzera. Nonostante il nome il BMT non si riferisce al tempo solare medio sul meridiano di Bienne ma è equivalente al Central European Time e al West Africa Time, cioè all'UTC+1. Comunque, diversamente da come accade in molti paesi europei, il sistema della Swatch non adotta l'ora legale, dunque coincide con l'ora dell'Europa centrale d'inverno e con quella di Regno Unito, Irlanda e Portogallo d'estate.
L'aspetto più distintivo del sistema è la sua notazione. Ad esempio "@248" indica un'ora di 248 .beats dopo la mezzanotte, equivalente a un giorno frazionario di 0,248 CET, o alle 4:57:07,2 UTC. Sebbene la Swatch non specifichi unità di misura inferiori al .beat altri hanno introdotto "centibeats" o "sub-beats" come frazioni decimali per avere maggiore precisione: @248,00. Nessun formato esplicito è stato stabilito per la data ma il sito della Swatch, in passato, ha mostrato il calendario gregoriano nell'ordine giorno-mese-anno separati da punti e preceduti dalla lettera d come in d31.01.99.
Come l'UTC, l'ora di Internet è la stessa in tutto il mondo. Ad esempio quando l'ora è 875 .beats, o @875, a New York, sono le @875 anche a Tokyo.
{\displaystyle 0{,}875\times 24{\mbox{ ore}}={\mbox{21:00 BMT}}={\mbox{20:00 UTC}}}

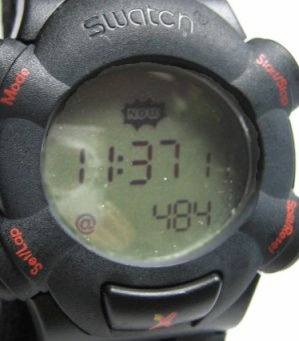
Un orologio Swatch che mostra l'Internet Time nella parte bassa del display

Essendo decimale questo sistema dovrebbe risultare più attraente per alcuni rispetto al sistema tradizionale babilonese delle 24 ore di 60 minuti di 60 secondi. Ad esempio, sapendo che un particolare evento è avvenuto in 5500 .beats sarebbe facile comprendere che esso è durato cinque giorni e mezzo, non sarebbe altrettanto ovvio se si dicesse che è durato 132 ore. D'altro canto il sistema ha incontrato molte critiche.

## Storia
Il progetto fu annunciato il 23 ottobre 1998 in una cerimonia cui presenziarono Nicolas Hayek, presidente e AD dello Swatch Group, G.N. Hayek, presidente della Swatch Ltd., e Nicholas Negroponte, fondatore e all'epoca direttore del MIT Media Lab.
Nel 1999 la Swatch ha prodotto numerosi orologi che mostravano l'ora di Internet, oltre all'orario standard, inoltre convinse alcuni siti internet, tra cui CNN.com, a usare il nuovo formato. Inoltre il sistema è usato su ICQ ed è stato usato nel gioco di ruolo online Phantasy Star Online, lanciato per la Sega Dreamcast nel 2000, per cercare di facilitare i contatti tra i giocatori di diversi continenti. Nel marzo 2001 la Ericsson produsse il T20e, un cellulare che permetteva di visualizzare l'ora di Internet. Al di fuori di questi casi sembra che questo sistema sia usato piuttosto raramente.